# Akerbeltz

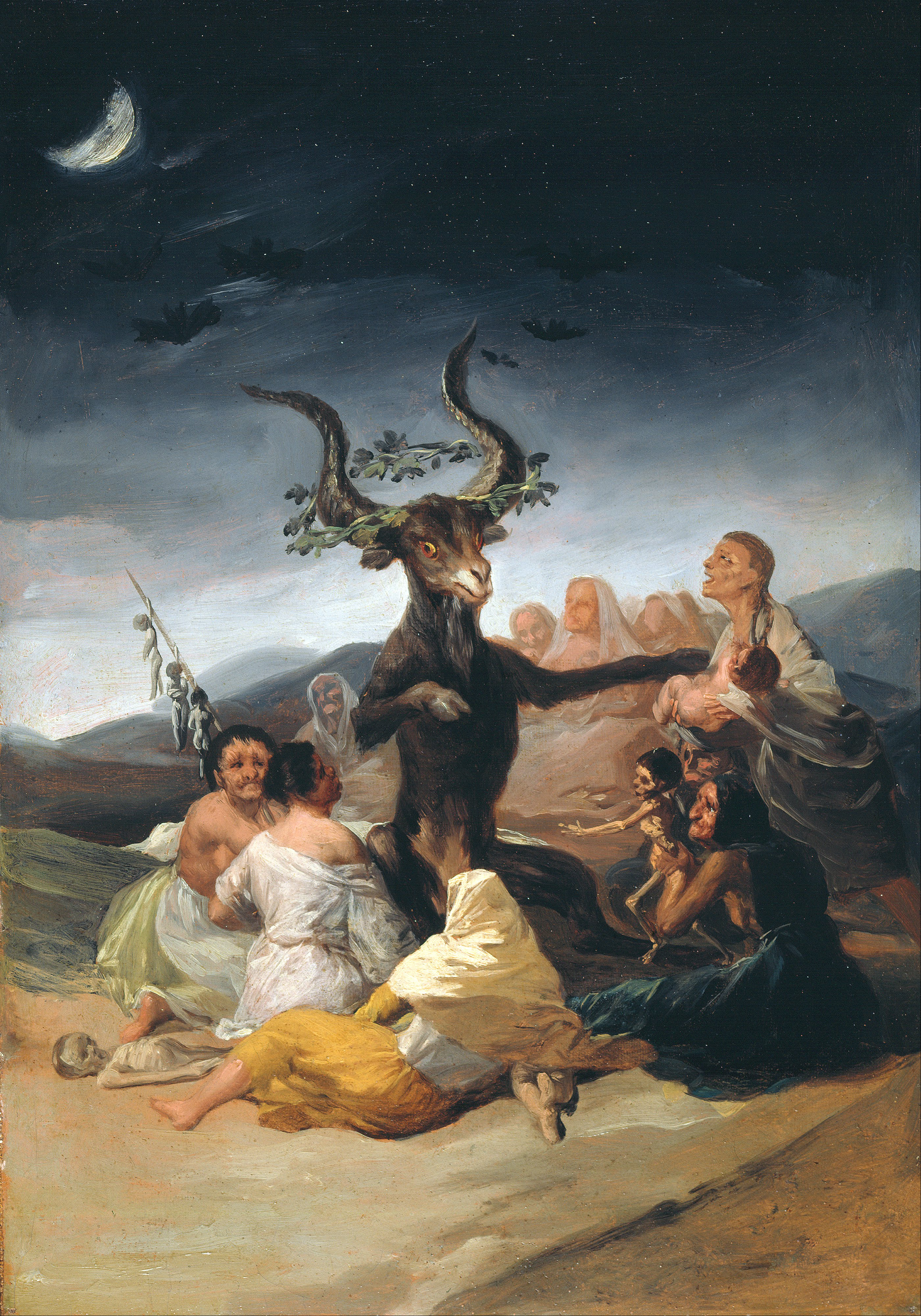
El Aquelarre, cuadro de Francisco Goya (Museo Lázaro Galdiano, Madrid).

Akerbeltz o Aker (de la lengua vasca: Aker: macho cabrío y Beltz, negro) es un espíritu en la mitología popular del pueblo vasco y navarro. Vive en el interior de la tierra y tiene muchos espíritus menores como siervos. En el cristianismo, Akerbeltz fue identificado con el demonio que presidía los aquelarres o reuniones de las brujas.
Hoy en día, en cambio, se piensa que Akerbeltz era una antigua deidad que era el protector de los animales. El macho cabrío también fue adorado en otros países europeos y no sólo en Euskal Herria. Algunas creencias sobre esta criatura mitológica han durado hasta nuestros días.

## Creencias
Pierre de Lancre, un inquisidor que fue en busca de supuestas brujas en el Labort y la Baja Navarra, escribió un libro llamado "Tableu de l'Inostance", allí escribió un testimonio de una supuesta bruja en la que ella aseguraba que: "Akerbeltz tiene el rostro de un hombre, grande y aterrador". Otra bruja también dijo que la deidad tenía dos caras: "una en el frente y la otra en la espalda".
En palabras de otros inquisidores, Akerbeltz era similar a un enorme perro o un buey grande que es malévolo y mentiroso. Este último caso podría estar relacionado con el mito del Aatxe (otra criatura de la mitología vasca). Según los inquisidores, la misa negra la cual estaba presidida por Aker, era una parodia de la misa católica durante la cual los devotos le ofrecían huevos, pan y dinero a la deidad.
Durante la misa antes citada, Aker daba un sermón en el que incitaba a las brujas y brujos a la maldad y después se organizaba una bacanal en la que se servía carne humana. Se continuaba la celebración, Aker y sus seguidores bailaban al sonido de un txistu (instrumento vasco parecido a la flauta). Y finalmente, las brujas realizaban sus hechizos.
Los folcloristas dicen que Akerbeltz era similar a algunas deidades antiguas como Dioniso, en términos de excesos, y Pan, en términos sexuales.
José Miguel Barandiaran, que investigó y recopiló la cultura vasca, dijo que Akerbeltz era similar a Mari (otro espíritu de la mitología vasca) porque tenían algunas características en común.
Había algunas otras creencias que dicen que él era el protector de los animales y de las casas, y él tenía poder para curar a los animales y era la representación de la fertilidad. Era habitual que la gente del campo en el País Vasco tuvieran una cabra negra o macho cabrío negro en su establo para proteger al resto de los animales.
El origen de la palabra Akelarre (Aker = macho cabrío; Larre = prado) proviene de un prado que se encuentra en la entrada de las Cuevas de Zugarramurdi (Navarra).